# AK-107突击步枪
AK-107突击步枪是俄罗斯开发的5.45×39毫米口径突击步枪，属AK-100枪族成员之一。与其他卡拉什尼科夫枪族成员不同的是採用了與AEK-971突击步枪相同原理的平衡自動反衝系統，並且枪名中的的“AK”并非俄语（意即“卡拉什尼科夫自动步枪”）的缩写，而是此枪设计师尤里·亚历山德罗夫和卡拉什尼科夫两人的名字合写“a”(拉丁化：Aleksandrov / Kalashnikova，意即“亚历山德罗夫 / 卡拉什尼科夫自动步枪”），其含义为“由亚历山德罗夫设计，基于卡拉什尼科夫步枪样式”。

## 历史
AK-107／108／109是對1970年代AL-7试验型突击步枪的延续，因此继承了AL-7独特的平衡式气动系统，也就是“平衡自动反冲系统”（Balanced Automatics Recoil System，简称BARS）。BARS系统最早是在1960年代由苏联中央精准武器制造研究院（TsNIITochMash）的枪械专家彼得·安德列耶維奇·特卡喬夫提出，并首先在1965年应用在AO-38上。后来，伊热夫斯克机器製造厂（简称伊兹马什IzhMash）的工程师尤里·亚历山德罗夫对BARS系统进行调整，用于AL-7试验型步枪上，试图与AK-74等步枪竞争成为在苏军服役的第一代5.45毫米口径步枪。可是AL-7最终因为生产成本过高而被AK-74击败。
与AK-74竞争失利后，AL-7本來也再没有发展下去的意義，然而直到1990年代中期卻被俄羅斯政府重啟。在1996年，AN-94突击步枪开始在俄军服役，然而其高昂的造价以及复杂的结构令其始终没有在俄军普及起來，而且也缺乏外國用戶。考慮到市场真正需要的是既像AK系列一样可靠、低价，同時又要具備高精度的武器，于是在俄军的要求下，伊兹马什的工程師亚历山德罗夫和他的团队成功把AL-7的枪机和AK-74M的枪身融合起來，從而研制出AK-107／108突击步枪。
AK-107在2012年9月參與了勇士單兵作戰系統的選拔測試，交給俄羅斯陸軍測試的新版本最主要的改變是新增了皮卡汀尼戰術導軌，同時也增加了60發彈夾的輕機槍版，以及全像武器照準器。
2014年6月22日俄羅斯政府在公佈了勇士單兵作戰系統的選拔結果，宣布A-545和AK-12兩款步槍通過測試，在使用平衡式氣動系統的特種部隊使用步槍上俄羅斯政府決定採用基於AEK-971現代化版本的A-545，而非現代化的AK-107 
另外在勇士計畫中和AK-12競爭成為大量換裝的制式步槍的部分，伊茨瑪希工廠的首席設計師Vladimir Zlobin表示，實際測試中AK-107在精准度上相對AK-12並沒有優勢，而其平衡式氣動系統的設計增加步槍的造價和降低步槍的耐用度。
卡拉什尼科夫集團在2014年發表了基於AK-107的半自動民用競技射擊用型號Saiga MK-107。 之後該型號被重新命名為Kalashnikov SR-1。

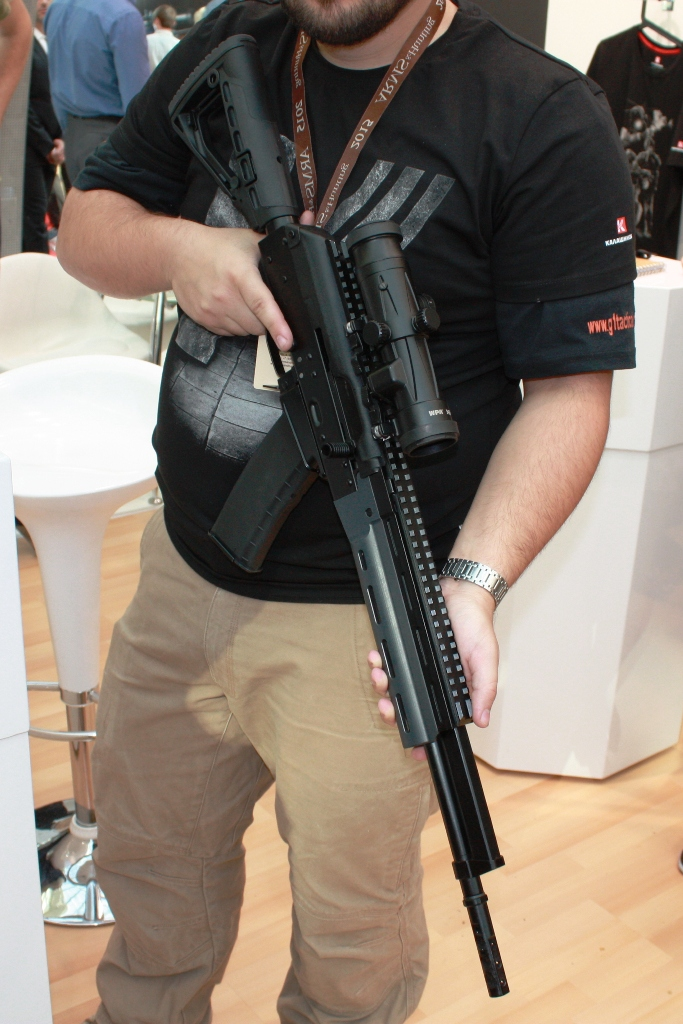
Saiga MK-107

## 设计
AK-107采用长行程活塞传动的转拴式枪机，并使用平衡自动反冲系统（BARS）减低后坐力，提高射击精度。这个系统利用牛顿第三定律，通过2根导气杆实现对后坐力的平衡。组成BARS系统的两根导气杆位置一上一下，上导气杆有一个向前的导气活塞，而下导气杆也有一个向后的导气活塞。两根导气杆皆装在由上护木覆盖的导气管中。子弹击发后，火药气体吹入导气室，推动下导气杆向后运动实现枪机运作，上导气杆连着一个配重块向前运动抵消部分射击时产生的对射手的反作用力。导气管内有一个星形齿轮确保活塞往复运动精确完成，使两根导气杆要么同时活动到导气管尽头，要么同时回到原点。通过这套系统，射手受到的反作用力得到减少，从而提高射击精度以及加强全自动连射时的可控性。据试验结果反映，AK-107在非固定位置进行全自动连发时着弹分布面积比AK-74小得多。尽管同样为长行程活塞驱动，AK-107的活塞往复运动行程仍较AK系列短，因此最高射速能达到每分鐘850到900发，比起AK74的650有明显提高，但不及使用同为特卡乔夫提出的“改变后坐冲量的枪机后坐”技术的AN-94的1,800。
AK-107有半自動、三发点放和全自动三种射击模式。在三发点射模式下，即使只打出了1至2发子弹，下次扣动扳机时自动机会自动复位到初始状态，也就是无论任何情况下扣动扳机都能确保最多发出三发子弹。上机匣盖的固定锁也从AK系列传统的按钮卡锁改进为更易开启的旋转式碰锁，光学瞄准具仍然要通过安装在枪身左侧来固定在上机匣盖上方，但可选的固定位置由过去的3个增加到4个。护木下可挂载GP-25或GP-30榴弹发射器或6KH5刺刀。該槍可使用AK-74的30发弹匣，也可使用专用的4排60发弹匣。
与AK-100枪族其他成员一样，AK-107的折叠枪托、握把和护木皆采用玻璃纤维增强塑料制成，其成本比舊版AK和AK-74所使用的实木部件要低，而且强度更高和有效地抗腐蝕。

## 衍生型

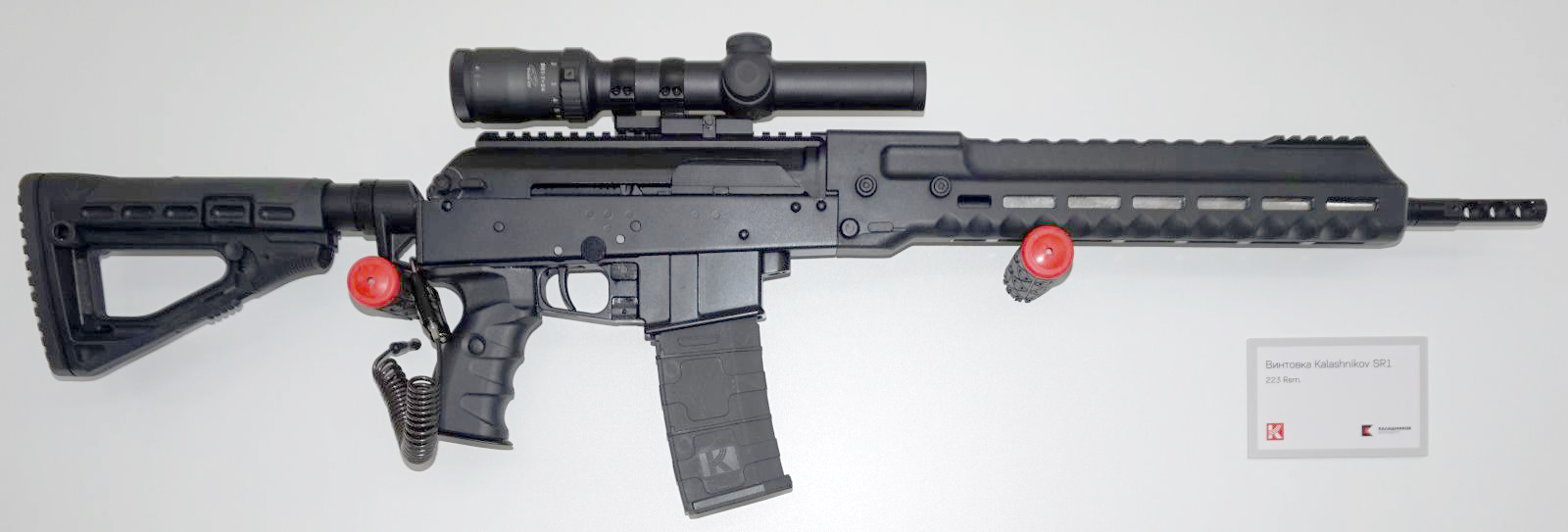
SR-1

- AK-107：使用5.45×39公厘彈藥的標準型號
- AK-108：使用5.56×45公厘彈藥的型號。
- AK-109：使用7.62×39公厘彈藥的型號。
- SR-1：使用5.56×45公厘彈藥的半自動民用型號。卡拉什尼科夫集團使用平衡自動反衝系統研發的比賽級別槍械，可以直接使用AR-15彈匣。

## 使用国家
- 俄羅斯
  - 俄羅斯軍隊：僅有限作測試用途。